# کیسه تکال
کیسه تکال که کیسه سخت شامه‌ای  نیز خوانده می‌شود ، غلافی است از ترکیب سخت شامه و عنکبوتیه که در طول ستون فقرات در مجرای نخاعی قرار دارد. این کیسه، غشایی محافظ بوده که طناب نخاعی و دم اسب را احاطه می‌کند. کیسه تکال به واسطه فضای اپیدورال  از جدارهای مجرای نخاعی مجزا می‌گردد.  تکال ساک در مجرای خاجی (ساکرال) معمولاً در S2-S3 (گاهی S1) پایان می‌یابد. 

## مسطح شدن کیسه تکال
عبارت است از توصیف وضعیتی از گسترش یک دیسک فتق یافته به مجرای نخاعی  که باعث فشار روی کیسه تکال می‌گردد.  فشار وارده به کیسه تکال می‌تواند به طناب نخاعی یا ریشه‌های اعصاب نخاعی انتقال یابد که این ممکن است منجر به اختلال حسی یا حرکتی در نواحی خاص خود گردد. شدت علایم به میزان فشار وارده به نخاع یا ریشه‌های عصبی بستگی دارد.